# 1986 CP1

1986 CP1

1986 CP1 är en asteroid i huvudbältet som upptäcktes den 4 februari 1986 av den belgiske astronomen Henri Debehogne vid La Silla-observatoriet.
Asteroiden har en diameter på ungefär 11 kilometer.